# Concepción Chiquirichapa
Concepción Chiquirichapa è un comune del Guatemala facente parte del dipartimento di Quetzaltenango.